# Familien
『Familien』（ファミリアン）は、新選組リアンの2枚目、最後となるアルバム。2014年10月22日にYOSHIMOTO R and Cから発売された。

## 解説
- 自身2枚目のアルバム。解散前最後のCDリリースとなる。
- CDリリースは2011年12月11日に発売された「Merry X'mas to U」以来、約2年10ヶ月ぶりとなる。
- 卒業パッケージと称したフォトブック使用となっており、ランダムでメンバーの直筆サインが掲載されている。
- 形態はCD+DVD+フォトブック+DLコンテンツ+メンバー指名個別面談会参加券。
- 特典として個別面談会と称した個別握手会を10月12日山野ホールにて2部構成で開催した。面談券の完売率は関義哉77%、森公平66%、榊原徹士59%、國定拓弥53%、山口純38％となった。
- 楽曲は全曲メンバー作の曲となったおり、収録曲の1部はファン投票にて決定した。
- 特典映像は全5種、それぞれのソロメイキングとなっている。

## 収録曲
1. 弾丸レーサー （3:34）
  - 作詞：関義哉
2. FIVE （4:11）
  - 作詞：山口純
3. 終わらないシンページ （5:23）
  - 作詞：関義哉
4. 夢の道標 （4:26）
  - 作詞：榊原徹士
5. 永遠ラブソング （4:36）
  - 作詞：関義哉

## DVD
（初回盤のみ）
- 最終インタビュー映像
- 最終トークコーナー
- フォトブック撮影メイキング（全5パターン）

## 特典
- 卒業パッケージフォトブック
- 最終個別面談参加券
- スペシャルコンテンツダウンロードシリアルコード